# Tomás Antonio Gonzaga
Tomás Antonio Gonzaga (Miragaia, Oporto, 11 de agosto de 1744 - Isla de Mozambique, 1810) fue un poeta, jurista y activista político portugués del Brasil Colonial. Considerado el más destacado de los poetas árcades (su seudónimo arcádico era Dirceu) es el autor de Marília de Dirceu, máxima obra del arcadismo.

## Biografía
Nació en Miragaia, freguesia de la ciudad portuguesa de Oporto. Sus padres fueron el magistrado nordestino João Bernardo Gonzaga y Tomásia Isabel Clark (portuguesa de ascendencia inglesa). Quedó huérfano de madre durante su primer año de vida, se trasladó con su padre a Pernambuco en 1751 y luego a Bahía, donde estudió en el Colegio de los Jesuitas. En 1761 regresó a Portugal para estudiar Derecho en la Universidad de Coímbra y se graduó de bachiller en Leyes en 1768. Con la intención de dictar clases en dicha universidad, escribió la tesis Tratado de Direito Natural, en la cual enfocaba el tema desde el punto de vista tomista, pero luego se decidió por la magistratura. Ejerció el cargo de juiz de fora en la ciudad de Beja, en Portugal. Al regresar a Brasil en 1782, fue nombrado Oídor de los Difuntos y Ausentes de la comarca de Vila Rica, actual ciudad de Ouro Preto. Fue entonces cuando conoció a la adolescente de dieciséis años Maria Doroteia Joaquina de Seixas Brandão, la pastora Marília en una de las posibles interpretaciones de sus poemas, y que sería inmortalizada en su obra lírica (Marília de Dirceu). Sin embargo, esta versión aún hoy es controvertida, si se tiene en cuenta las reglas retórico poéticas en boga en el siglo XVIII, cuando el poema fue escrito.
Durante su permanencia em Minas Gerais, escribe Cartas Chilenas, poema satírico en forma de epístolas, una violenta crítica al gobierno colonial. Ascendido a desembargador da relação da Bahía en 1786, pide en matrimonio a Maria Doroteia dos años después. El casamiento fue pactado para finales de mayo de 1789. Dada su precaria situación económica y su edad bastante más avanzada que la de ella, sufrió oposición de la familia de la novia.
Fue acusado de conspiración por su participación en la Inconfidência Mineira (primera gran revuelta proindependencia de Brasil) junto con Cláudio Manoel da Costa, Silva Alvarenga, Alvarenga Peixoto entre otros. Fue detenido en 1789, se le confiscaron sus bienes y cumplió una pena de tres años en la Fortaleza de Ilha das Cobras, Río de Janeiro. Durante su prisión, escribió la mayor parte de los versos que le son atribuidos, al no existir registro de firmas en ninguno de ellos. En 1792 su pena fue conmutada en destierro, a pedido personal de la reina Marília de Portugal. El poeta fue enviado a la costa oriental de África, a fin de cumplir, en Mozambique, una sentencia de diez años, separándose definitivamente de su primera esposa.
En ese mismo año es publicada en Lisboa la primera parte de Marília de Dirceu, con 33 versos (nótese que no existió participación del poeta en la edición de ese conjunto de verso). Hasta ahora no se conoce su autoría real, que es atribuida a masones.
En la colonia portuguesa de Mozambique trabajó como abogado y se hospedó en la casa de un abastado comerciante de esclavos con cuya hija Juliana de Sousa Mascarenhas («persona de muchas dotes y pocas letras») se casó en 1793. Tuvieron un hijo, Alexandre Mascarenhas Gonzaga, y le dio el apellido a una hija anterior de su esposa, Ana Mascarenhas Gonzaga.
En 1799 fue publicada la segunda parte de Marília de Dirceu, con más de 65 versos. Gonzaga fue muy admirado por poetas románticos, como Casimiro de Abreu y Castro Alves. Es patrono de la silla de número 37 de la Academia Brasileña de Letras.
Alcanzó buena posición económica y social en su destierro. Ocupó los cargos de procurador de la Corona y de Hacienda. Falleció entre 1809 y 1810, en el ejercicio del cargo de juez de Alfândega de Mozambique.
Sus principales obras son Tratado de Direito Natural; Marília de Dirceu (colección de poesías líricas, publicadas en tres partes: 1792, 1799 y 1812 - aunque se acepta que la tercera parte no fue escrita por Gonzaga); Cartas Chilenas (impresas en conjunto en 1863).

## Características literarias
La poesía de Tomás Antônio Gonzaga presenta las típicas características árcades y neoclásicas: lo pastoril, lo bucólico, la Naturaleza amena, el equilibrio etc. Paralelamente, posee características prerománticas (principalmente en la segunda parte de Marília de Dirceu, escrita en prisión): confesiones de sentimiento personal, énfasis emotiva ajena a los patrones del neoclasicismo, descripción de paisajes brasileños, etc. Su convivencia con la Ilustración plasmó en su estilo literario la preocupación por atenuar tensiones y racionalizar conflictos.
Gonzaga escribió versos marcados por expresión propia, por la armonización de los elementos racionales y afectivos y por un leve toque de sensualidad. Según Alfredo Bosi, Gonzaga está por sobre todo preocupado en "hallar la versión literaria más justa de sus cuidados". Así, "la figura de Marília, los amores aún no realizados y la amargura de la separación entran apenas como 'ocasiones' en el cancionero de Dirceu", que lo diferencia de sus futuros colegas románticos.